# Выжлецкое
Выжлецкое (также Выжелец, Выжлец) — пресноводное озеро на севере Мезенского района Архангельской области России. Находится в заболоченной местности в 20 км к северу от деревни Мосеево.
Имеет овальную форму, береговая линия слабо изрезана, острова отсутствуют. Площадь озера составляет 11,8 км², площадь бассейна — 36,6 км². Длина озера 5,3 км, максимальная ширина в центральной части — 3,3 км. Высота над уровнем моря — 48,5 м.
Озеро полностью окружено болотами (к югу находится Выжелецкое болото), к которым местами подступает тайга; к северо-западу лежит озеро Солосоро. На юге и севере впадают ручьи, на юго-востоке вытекает река Выжлец, относящаяся к бассейну Пёзы.